# Rolf Schoeck
Rolf Schoeck (* 25. Juni 1928 in Stuttgart; † 2. August 1999 in Ludwigsburg) war ein deutscher Diplom-Volkswirt und Politiker (CDU). Zwischen 1964 und 1980 gehörte Schoeck dem Landtag von Baden-Württemberg als Abgeordneter an (MdL).

## Leben und Wirken
Rolf Schoeck studierte seit 1954 Wirtschafts- und Staatswissenschaften an den Universitäten Stuttgart und Tübingen und schloss 1959 sein Studium mit dem akademischen Grad Diplom-Volkswirt ab. Anschließend übernahm er die Leitung im Familienunternehmen. Später übernahm er den Vorsitz im Aufsichtsrat der J. F. Adolff AG in Becknag und war Mitglied im Aufsichtsrat der Baden-Württembergische Bank AG in Stuttgart, der Wüstenrot Bank AG in Ludwigsburg und der Südwestbank AG in Stuttgart. Von 1972 bis 1992 war Schoeck Vorstandsvorsitzender der Landeskreditbank Baden-Württemberg.
Schoeck war seit 1963 Mitglied der Christlich Demokratische Union Deutschlands (CDU). Bei der Landtagswahl in Baden-Württemberg 1964 für die 4. Wahlperiode des Landtags von Baden-Württemberg (1964–1968) konnte Schoeck das Zweitmandat im Landtagswahlkreis Ludwigsburg I erringen. Bei den Landtagswahlen 1968 und 1972 für die 5. (1968–1972) und 6. Wahlperiode (1972–1976) konnte er sein Mandat im Landtagswahlkreis Ludwigsburg I verteidigen und zog über das Direktmandat in den Landtag ein. Bei der Landtagswahl 1976 für die 7. Wahlperiode (1976–1980) verteidigte er sein Direktmandat im neu zugeschnittenen Landtagswahlkreis Ludwigsburg. Daneben war Schoeck auch Stadtrat und Fraktionsvorsitzender der CDU-Stadtratsfraktion in Ludwigsburg, Kreisverordneter und stellvertretender Fraktionsvorsitzender der CDU-Landtagsfraktion. Zur Landtagswahl 1980 trat er nicht mehr an.

## Werke
- 20 Jahre Landeskreditbank Baden-Württemberg. Ein Unternehmensporträt. In: Zeitschrift für öffentliche und gemeinwirtschaftliche Unternehmen. 15. Band, Heft 3, 1992, S. 317–322, JSTOR:20763596.